# Канадей
Канаде́й — село (ранее город и посёлок городского типа) в Николаевском районе Ульяновской области России. Административный центр Канадейского сельского поселения.

## Этимология
Название поселение происходит от одноименного древнего поселения, которое в свою очередь восходит к тюркско-монгольскому имени Канадей.

## География
Село расположено на реке Сызранке (приток Волги), в месте впадения в неё реки Канадейки. Железнодорожная станция «Канадей» на южном направлении Транссиба.

## История
На месте современного села, еще с XIII века существовало монголо-татарское поселение Канадей. 
Основание же современного села Канадей относят ко второй половине XVII века, как крепость на Сызранской линии. Симбирским воеводой Матвеем Головиным был составлен план строительства Сызранской черты. Согласно указу от 25 декабря 1685 года она должна была протянуться на 70 вёрст 342 сажени от Казачьих гор до Туруева городища (ныне Русское Труево) и до речки Суры. Но этому замыслу не было суждено сбыться — 13 апреля 1686 года указ отменили. Вместо этого решили увеличить число солдатских и казачьих слобод, а в самой середине черты построили сильную крепость Канадей с каменной воротной башней. С постройкой крепости Канадей вошёл в состав Симбирского уезда Приказа Казанского дворца.
Затем, село стало принадлежать Нижегородскому Печерскому монастырю. В актах монастыря содержится запись о приобретении в 1700 году у Абрама Даниловича Ерофеева земель по рекам Ковадею и Сунгуре. Жители его, по Масленицкому, «пришли из разных верховых мест, но больше всего из вотчин Нижегородского печерского монастыря».

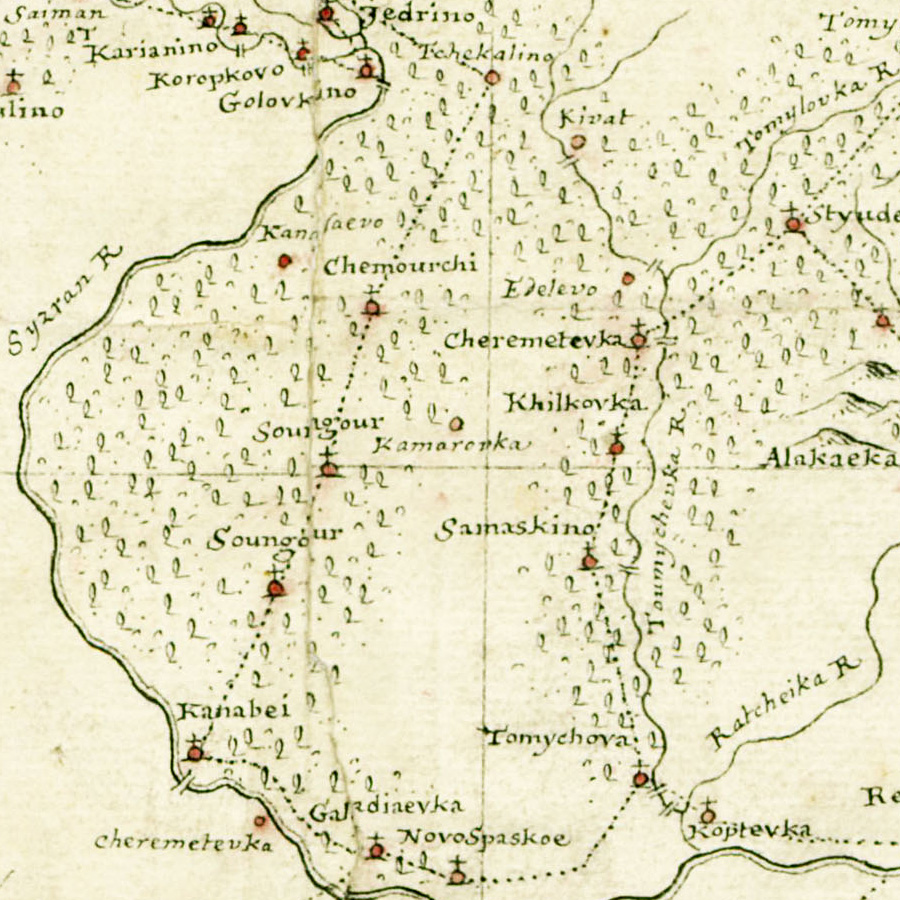
Канадей на карте 1729 года.

Судя по информации из судебных актов по Елшанке, первые жители бежали с земель Нижегородского Печерского монастыря, это и было причиной, по которой впоследствии монастырь впоследствии принял решение о приобретении земель сегодняшнего Канадейского сельского поселения и Монастырского Сунгура.
Многие первопоселенцы вероятно были с территории современного Бора Нижегородской области. В пользу этой версии говорит совпадение географических названий в этих регионах (Крутец, Сунгурово и т. п.).
Далее управление селом осуществлялось представителями Монастырского приказа, который с 1701 года ведал всеми церковными владениями. Приказ находился далеко, в городе Москве, поэтому жители наслаждались свободой.
В 1708 году Канадей вошёл в состав Симбирского уезда Казанской губернии (1708—1781).
В 1715 году упоминается в документах Сената как «село Покровское, Канадей тож».
В 1739 году построен каменный храм, тщанием священника этого города Петра Яковлева. Престолов три: главный (холодный) в честь Покрова Пресвятые Богородицы, в правом приделе (тёплый) во имя Святителя и Чудотворца Николая и в левом (тёплый) во имя св. Апостола и Евангелиста Иоанна Богослова.
История села Канадей до 1764 года тесно связана с историей села Монастырский Сунгур (Козьмодемьянское), находившегося под управлением того же монастыря. Среди жителей был значительный процент раскольников поморского толка (на 1722 год около 50 %) которые постепенно перекрещивались официальной церковью.
В 1764 году прапорщик Нижегородского пехотного полка Иван Сухов составил описание сел Канадей и Монастырский Сунгур, которое хранится в фонде коллегии экономии в РГАДА. В том же году земля и крестьяне в ходе секуляризации передаются в ведение коллегии экономии. Жители стали называться экономическими крестьянами.

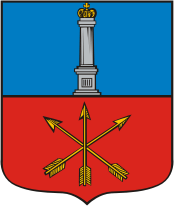
Герб г. Канадей, 1780 г.

15 сентября 1780 года, при создании Симбирского наместничества, село Покровское, Канадей тож был учреждён городом — административным центром Канадейского уезда и пожалован герб.                                                                                                                     
Герб города Канадея: «Три золотые стрелы в красном поле, в знак того, что прежние обыватели сего места с великим проворством сие орудие употреблять умели. Аппробован и пожалован по докладу Правительствующего Сената 1780 года декабря 22 великою императрицею Екатериною II».
В 1796 году, Канадейский уезд упраздняется, а город Канадей становится заштатным пригородом Сызранского уезда Симбирской губернии.

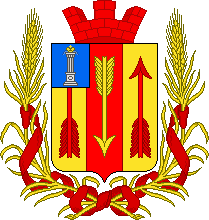
Герб Канадея 1865 г.

В 1859 году пригород Канадей в составе 2-го стана Сызранского уезда Симбирской губернии.
В 1861 году пригород Канадей становится волостным центром, куда вошло 13 населённых пунктов.
В 1877 году рядом с селом построена полустанция «Канадей» Сызрано-Вяземской железной дороги.
В 1918 году село Канадей становится Канадейским сельским Советом, куда вошёл и посёлок Луговский.
В 1923 году безземельными крестьянами из села образовали посёлок Крутец.
В 1924 году Канадей входил в Канадейский с/с Канадейской волости Сызранского уезда Ульяновской губернии.
В 1928 году Канадей вошёл в состав Николаевского района Сызранского округа Средне-Волжской области.
В 1930 году в составе Новоспасского района Средне-Волжского края. В этом же году был образован колхоз «Пробуждение».
В 1935 году вновь в Николаевском районе Куйбышевской области.
В 1941 году в Канадейской школе разместился эвакогоспиталь № 1337. Позднее, в январе 1942 года, — эвакогоспиталь № 2906.

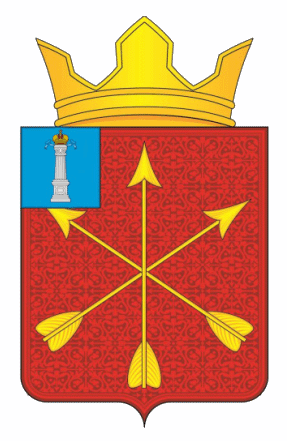
Герб Канадейского сельского поселения с вольной частью (2013 год)

В 1943 году вошёл в состав Ульяновской области.
31 июля 1974 года, решением Ульяновского областного Совета депутатов трудящихся, село Канадей отнесено к категории рабочих посёлков.
В 2003 году рабочий посёлок был преобразован в село.
В 2005 году село Канадей стало административным центром Канадейского сельского поселения.

## Канадейское городище
Канадейское городище находится в нескольких десятках километров от Волги, на её правом притоке — р. Сызранке, у с. Канадей. Золотоордынское название населённого пункта неизвестно, археологические исследования не проводились. Ф. Ф. Чекалин, посетивший городище в 1888 году, отметил наличие здесь каменных развалин золотоордынского времени.
Канадейская башня является часовней, построенной первыми поселенцами. Архитектура башни характерна для аналогичных церковных построек того времени (например, Стрелецкая башня в городе Козьмодемьянске, колокольня Нижегородского Печерского монастыря в Нижнем Новгороде).

## Население
| 1767  | 1780  | 1787  | 1859  | 1897  | 1900  | 1913  |
| ----- | ----- | ----- | ----- | ----- | ----- | ----- |
| 2382  | ↘794  | ↗1966 | ↗3167 | ↗4097 | ↗4669 | ↗6610 |
| 1924  | 1927  | 1930  | 1979  | 1989  | 2002  | 2010  |
| ↘3686 | ↗4029 | ↗4613 | ↘2875 | ↘2361 | ↘2094 | ↘2017 |

| Год  | Число дворов | Число жителей  | Примечания |
| ---- | ------------ | -------------- | --- |
| 1767 |              | 2382           | Экономические крестьяне |
| 1780 |              | 794 (Рев. душ) | Городом уездным назначается ведомства коллегии экономии село Покровское Канадей тож. |
| 1859 | 410          | 3167           | Удельные крестьяне. Церковь православная 1. Сельское училище. Базар. |
| 1897 | 783          | 4097           | 1 церковь, 2-е школы, волостное правление. |
| 1900 | 600          | 4669           | раскольников поморского толка в 20 дворах: 117 м. и 125 ж. Церк.- приход. попечительство существует в селе с 1878 года. Школ в селе три: две земская мужская (с 1835 года) и женская (с 1874 г.) и одна церк.-приходская. |
| 1913 | 840          | 6610           | 2 церкви, 2 земские школы, почтово-телеграфное отделение. Ярмарка. |
| 1924 | 752          | 3686           | Почтово-телеграф. отд., Сберегательная касса, Школы 1-й и 2-й ступени. |
| 1927 | 929          | 4029           | Школа 1-й ступени, школа 2-й ступени, фельдшерский пункт. |

## Известные люди
- Рузняев, Алексей Николаевич — Герой Советского Союза;
- Марусин, Сергей Викторович — футбольный тренер, Украина;
- Никон (Фомин)
- Майоров Николай Петрович — поэт.